# Kloster Thron
Das Kloster (Marien-)Thron (lateinisch thronus sanctae mariae) war ein Zisterzienserinnenkloster bei Wehrheim im Taunus.

## Gründung
Das Kloster wurde am 20. März 1243 durch Graf Gerhard von Dietz gestiftet. Die Basis des Klosters bildete das Gut Niedernhain. Dies war zwar kein Allod Gerhards, sondern ein Reichslehen, was Gerhard nicht daran hinderte, es dem künftigen Kloster zu übereignen. Die Grafen von Dietz hatten unter den Staufern den Höhepunkt ihrer Macht erreicht. Im Rahmen der Auseinandersetzung von Kaiser Friedrich II. mit dem Papst und dem damit verbundenen Kirchenbann hatten die Reichsfürsten Freiräume gewonnen, über die Rechte des Reiches hinwegzusehen. Im Jahr 1288 wurde dieser Fehler dadurch geheilt, dass das Kloster dem Schutz des Reiches unterstellt und aus der Oberhoheit der Dietzer entlassen wurde.

## Bewohner
Das Kloster war ein hauptsächlich durch adlige Nonnen bewohntes Frauenkloster. In seiner Blütezeit im Jahr 1320 lebten dort 60 Nonnen. 1527 wurden noch 17 Nonnen und 2 Novizinnen gezählt, im Jahr 1563 gab es nur noch eine Nonne (die letzte Äbtissin Margarete von Hattstein) und 3 Novizinnen.

## Bau
Im Jahr 1262 weihte der Mainzer Erzbischof Werner von Eppstein die Klosterkirche. Dies war der Abschluss der Bauphase, die von etwa 1244 bis 1262 ging. 1249 zog die erste Äbtissin Irmgard mit 12 Nonnen in das noch unfertige Kloster. Die Finanzierung des Baus erfolgte zum einen aus Mitteln des Gutes Niedernhain, aus Spenden sowie dem Verkauf von Ablassbriefen. Neun Ablassurkunden zur Finanzierung des Klosters Thron sind bekannt. 1251 erfolgte die Inkorporation des Klosters in den Orden. Übergeordnetes Kloster war das Kloster Arnsburg.

## Vermögen
Das Kloster verfügte über das Gebiet zwischen der heutigen Lochmühle und dem Erlenbach und reichte über die heutige B 456 hinaus. Aufgrund der schlechten Böden war die landwirtschaftliche Nutzung eher schwierig. Hinzu kamen 600 Morgen Wald. Im Laufe der Zeit erwarb das Kloster eine Vielzahl von Grundstücken und Zehntrechten hinzu. Insgesamt 145 derartige Rechte besaß das Kloster in seiner wirtschaftlichen Blütezeit. Hierzu zählten Höfe in Obernhain, Petterweil und Vilbel, verschiedene Mühlen und auch drei Stadthöfe in Frankfurt am Main, Friedberg und Wetzlar.

## Untergang
Im 15. Jahrhundert begann der Niedergang des Klosters. Finanzielle Engpässe und vor allem die allgemein sinkende Bereitschaft, Klöster zu unterstützen, führten zu einem langsamen Abstieg. Mit der Reformation geriet das Kloster Thron in den Konflikt zwischen Katholiken und Protestanten. Im Jahr 1528 führte Landgraf Philipp von Hessen, dem ein Viertel des Amtes Wehrheim gehörte, den lutherischen Glauben ein. Graf Wilhelm von Nassau ließ ihm freie Hand. Damit war es für das Kloster Thron ab 1548 nicht mehr möglich, einen katholischen Pfarrer zu finden. Die Aufhebung des Klosters oder die Erzwingung einer Konversion war Graf Johann VI. von Nassau-Oranien nicht möglich, da auch Kurtrier seit 1564 Anteile am Amt Wehrheim besaß. Er verhinderte jedoch die Aufnahme neuer Nonnen. Mit dem Tod von Magarete von Hattstein 1576 endete die Geschichte des Klosters. Die Anlage wurde in der Folge als landwirtschaftliches Gut fortgeführt. Das Hofgut Thron gehörte zur Hälfte dem Doctionsfonds zu Montabaur und zur anderen Hälfte dem Fonds der Academie zu Herborn. Mit der Gründung des Nassauischen Zentralstudienfonds (NSF) 1817 ging das Eigentum in dessen Hände über. Der NSF ist heute immer noch Eigentümer. Derzeitiger Pächter des Hofgutes mit 120 ha Fläche ist Werner Etzel.

## Denkmalschutz
Die Gesamtanlage des heutigen Hofs sowie die ehemalige Klostermühle stehen als Kulturdenkmal unter Denkmalschutz.